# Alain Bensoussan
Alain Bensoussan (Túnis, 12 de maio de 1940) é um matemático francês.
Bensoussan estudou na École Polytechnique, recebeu um diploma na ENSAE ParisTech e em 1969 obteve um doutorado na Universidade de Paris, orientado por Jacques-Louis Lions, com a tese Filtering Theory for Systems Governed by Partial Differential Equations. De 1971 a 1973 foi professor no European Institute for Advanced Studies in Management (EIASM), onde foi diretor de 1975 a 1977. É desde 1971 professor da Université Paris-Dauphine, e desde 2004 professor emérito. 

## Obras
- Filtrage Optimal des Systèmes Linéaires, Dunod, 1971.
- com G. Hurst, B. Naslund Management Application of Modern Control Theory, North Holland, 1974.
- com Jacques-Louis Lions Applications des Inéquations Variationnelles en contrôle Stochastique, Dunod, 1978 (tradução em inglês: Application of Variational Inequalities in Stochastic Control, North Holland, 1982).
- com Jacques-Louis Lions, G. Papanicolaou Asymptotic Methods in Periodic Media, North Holland, 1978.
- Stochastic Control by Functional Analysis Methods, North Holland, 1982.
- com Jacques-Louis Lions Impulsive Control and Quasi-Variational Inequalities, Dunod, 1982 (tradução em russo 1987).
- com M. Crouhy, J. M. Proth Mathematical Theory of Production Planning, North Holland, 1983.
- Pertubations Methods in Optimal control, Dunod-Gauthier Villars, 1988.
- Stochastic Control with Partial Information, Cambridge University Press, 1992.
- com M. Delfour, S.K. Mitter, G. Da Prato Representation and Control of Infinite Dimensional Systems, 2 Volumes, Birkhäuser 1992, 1993.
- com Jens Frehse Regularity results for nonlinear elliptic systems and applications, Applied Mathematical Sciences, Volume 151, Springer, 2002.
- Editor com P. Kleindorfer, C. S. Tapiero Applied optimal control, North Holland, 1978.
- Editor com P. Kleindorfer, C. S. Tapiero Stochastic optimal control and applications, North Holland, 1980.
- Editor com Jean-Pierre Aubin, Ivar Ekeland Mathematical Techniques of Optimization, Control and Decision,  Birkhäuser, 1981.
- Editor com Jacques-Louis Lions: 1ª a 9ª International Conference on Analysis and Optimization of Systems, Springer, Lecturenotes in Mathematics, 1974 a 1990.